# (161989) Какус
(161989) Какус (др.-греч. Κακός) — небольшой околоземный астероид из группы аполлонов, который принадлежит к светлому спектральному классу S и пересекает орбиту Земли. Астероид был открыт 8 февраля 1978 года немецким астрономом Г.-Э. Шустером в обсерватории Ла-Силья и назван в честь сына Гефеста Какуса, древнегреческого великана и людоеда.

Орбита астероида Какус и его положение в Солнечной системе
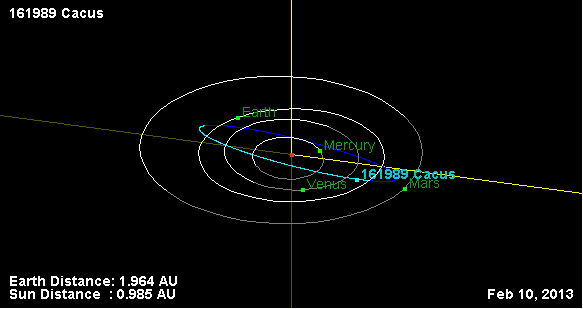
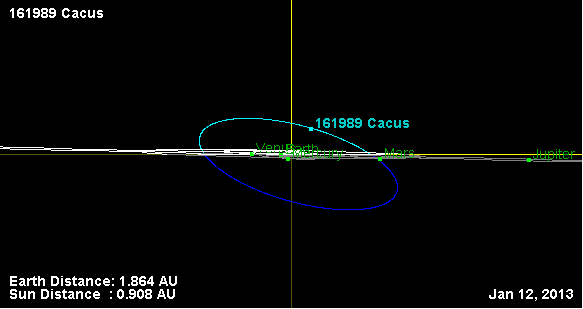
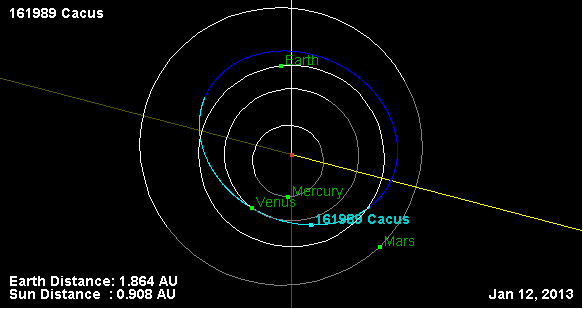